# Escala logarítmica

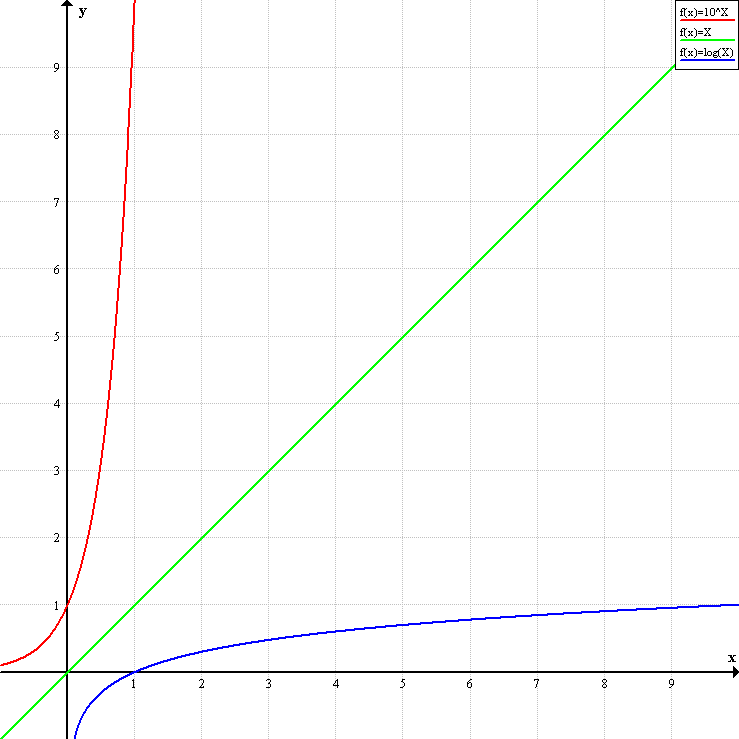
Gráfica lineal-lineal
Las funciones representadas son:
y = x, y = 10^{x}, y = log (x).

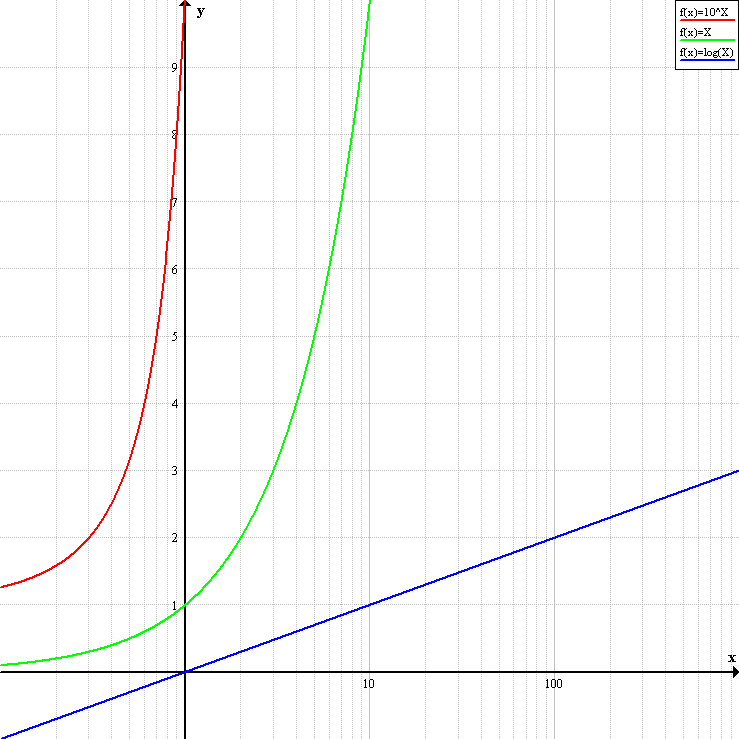
Gráfica lineal-logarítmica (semilogarítmica).
y = x, y = 10^{x}, y = log (x).

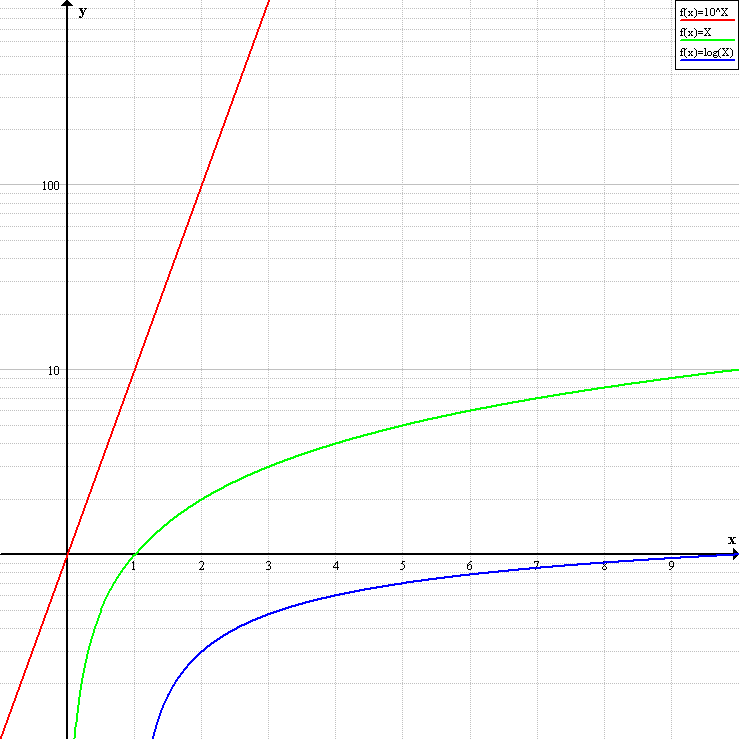
Gráfica logarítmica-lineal (semilogarítmica).
y = x, y = 10^{x}, y = log (x).

Gráfica doble logarítmica (o, simplemente, logarítmica).
y = x, y = 10^{x}, y = log (x).

Una escala logarítmica es una escala de medida que utiliza el logaritmo de una cantidad física en lugar de la propia cantidad.
Un ejemplo sencillo de escala logarítmica muestra divisiones igualmente espaciadas en el eje vertical de un gráfico marcadas con 1, 10, 100, 1000, …, en vez de 0, 1, 2, 3, …
La presentación de datos en una escala logarítmica puede ser útil cuando los datos cubren una amplia gama de valores; el logaritmo los reduce a un rango más manejable. Algunos de los sentidos de los seres humanos funcionan de manera logarítmica (ley de Weber-Fechner), lo que hace especialmente apropiadas a las escalas logarítmicas para representar estas cantidades. En particular, el sentido del oído percibe cocientes iguales de frecuencias como diferencias iguales en el tono. Además, los estudios en niños pequeños y en tribus aisladas han demostrado que las escalas logarítmicas pueden ser la manera más natural de representar los números por parte de los seres humanos.

## Definición y base

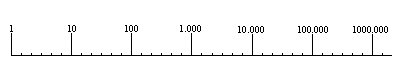
En una escala logarítmica de base 10, las primeras potencias de 10 (1, 10, 100, 1000, …) se disponen a intervalos iguales.

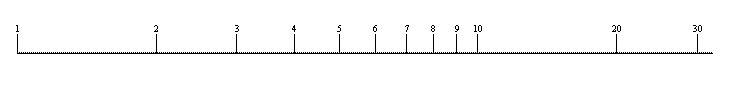
Otra escala logarítmica de base 10, con mayor resolución. Nótese que los intervalos 10-20 y 10-30 son equivalentes respectivamente a los intervalos 1-2 y 1-3.

Las escalas logarítmicas se definen en función de las potencias de la cantidad subyacente (base), o se tiene que estar de acuerdo en medir la cantidad en unidades fijas.
Las bases de logaritmos más empleadas son 10 (base de los logaritmos decimales) y el número e (base de los logaritmos naturales o neperianos).
Si la magnitud a representar no es una potencia entera de la base de logaritmos empleada, para representar dicha medida en la escala logarítmica habrá que añadirle una constante aditiva. 
{\displaystyle \log 10=1\ ;\ \log 100=2\ ;}
{\displaystyle \log 40=\log(10\cdot 4)=\log 10\ +\ \log 4\ =\ 1\ +\ 0,60\ =\ 1,60}
La base de los logaritmos también tiene que ser especificada, a menos que el valor de la escala se considere como una magnitud dimensional expresada en unidades logarítmicas genéricas (de base indefinida).

## Ejemplos de escalas
En la mayoría de las escalas logarítmicas, los valores pequeños (o razones) de la cantidad subyacente (base) corresponden a valores negativos de la medida logarítmica. Ejemplos bien conocidos de tales escalas son:
- Escala de magnitud sísmica de Richter y escala de magnitud de momento (MMS) para la fuerza de terremotos y movimientos de la tierra.
- Ban y deciban, para medida de la información o del peso de la evidencia;
- Belio y decibelio (dB). También el dBm y el dBi o decibelio isótropo.
- Neper para la potencia acústica (volumen) y potencia eléctrica;
- Semitono, segunda menor, segunda mayor, y octava para el tono relativo de las notas de música ;
- Logit para probabilidades (odds) en estadística;
- Escala Técnica de Amenaza de Impacto de Palermo;
- Línea de tiempo logarítmica;
- Conteo de diafragmas para las ratios de exposición fotográfica;
- Valoración de la baja probabilidad del número de 'nueves' en la expansión decimal de la probabilidad de lo que no está ocurriendo: por ejemplo, un sistema en el que se producirá un error con una probabilidad del 10-5 tiene un 99,999% de fiabilidad: "cinco nueves".
- Entropía en termodinámica.
- Información en teoría de la información .
- Curvas de distribución del tamaño de partículas del suelo.
- Variación de la viscosidad con la temperatura.

Algunas escalas logarítmicas se diseñaron de tal manera que los valores grandes (o razones) de la cantidad subyacentes corresponden a valores pequeños de la medida logarítmica. Ejemplos de tales escalas son:
- pH para medidas de acidez y alcalinidad;
- Escala de magnitud estelar para el brillo de las estrellas ;
- Escala Krumbein de tamaño de las partículas en Geología.
- Absorbancia de la luz por muestras transparentes.

## Unidades logarítmicas
Las unidades logarítmicas son unidades matemáticas abstractas que pueden ser utilizadas para expresar las cantidades (físicas o matemáticas) que se definen en una escala logarítmica, es decir, que son proporcionales al valor de una función logaritmo. En este artículo, una determinada unidad logarítmica se denotará usando la notación [log n], donde n es un número real positivo, y [log ] aquí denota la función logaritmo indefinido Log ().
Existen magnitudes que se definen como escalas logarítmicas absolutas, que responden a la expresión general:
{\displaystyle M\ =\ k\cdot \log _{a}x\quad } Ejemplo: la entropía (S)
y otras escalas logarítmicas relativas, referidas a una cantidad que se emplea como referencia y que adoptan la forma general:
{\displaystyle Q\ =\ k\cdot \log _{a}{x_{2} \over x_{\mathrm {ref} }}\quad } Ejemplo: la sonoridad o potencia sonora de una señal, en decibelios.

### Ejemplos
Ejemplos de unidades logarítmicas son las unidades comunes de la información, como el bit [log 2] y el byte 8[log 2] = [log 256], también el nat [log e] y el ban [log 10]; la unidad de entropía (J/K), las unidades de magnitud de fuerza relativa de una señal, como el dB, 0,1 [log 10], y el bel [log 10], Neper [log e], y otras unidades de escala logarítmica, como el punto de la escala de Richter [log 10] o (en general) la unidad del correspondiente orden de magnitud llamada a veces factor de diez o década (en este sentido equivale a [log 10], y no a 10 años).

## Motivación
La motivación que sustenta el concepto de las unidades logarítmicas es que podemos definir una cantidad en una escala logarítmica en términos de un logaritmo de una cierta base específica para hacer una elección (totalmente arbitraria) de una unidad de medida de dicha cantidad, que se corresponde con la base de logaritmo específica (e igualmente arbitraria) que se seleccionó. Debido a la identidad
{\displaystyle \log _{b}\,a={\frac {\log _{c}\,a}{\log _{c}\,b}},}
Los logaritmos de cualquier número dado respecto de dos bases diferentes (en este caso b y c) solo se diferencian en el factor constante logc b. Esta constante se puede considerar que representa el factor para la conversión de una representación numérica de una cantidad logarítmica pura (indefinida) log a, desde una unidad arbitraria de medida (la unidad [log c]) a otra (la unidad [log b]), ya que
{\displaystyle \mathrm {Log} (a)=(\log _{b}\,a)[\log \,b]=(\log _{c}\,a)[\log \,c].}
Por ejemplo, de la definición estándar de la entropía de Boltzmann, S = k·ln W (donde W es el número de maneras de organizar un sistema o número de estados posibles, y k es la constante de Boltzmann) también se puede escribir más simplemente como S = log (W), donde «log» aquí denota el logaritmo indefinido, y nos queda k = [log e], es decir, identificamos la unidad física de entropía k con la unidad matemática [log e]. Esta identidad es válida porque
{\displaystyle \ln \,W=\log _{e}\,W=\mathrm {Log} (W)/[\log \,e].}
Por lo tanto, podemos interpretar la constante de Boltzmann simplemente como la expresión (en términos de unidades físicas más estándar) de la unidad logarítmica abstracta [log e] que se necesita para convertir la cantidad numérica pura sin dimensiones, ln W (que utiliza una elección arbitraria de base, llamada e) en una cantidad logarítmica pura más fundamental Log (W), lo que implica que no es necesaria la elección de base una particular, y por ende ninguna elección concreta para la unidad de medida física de la entropía. 

## Representación gráfica

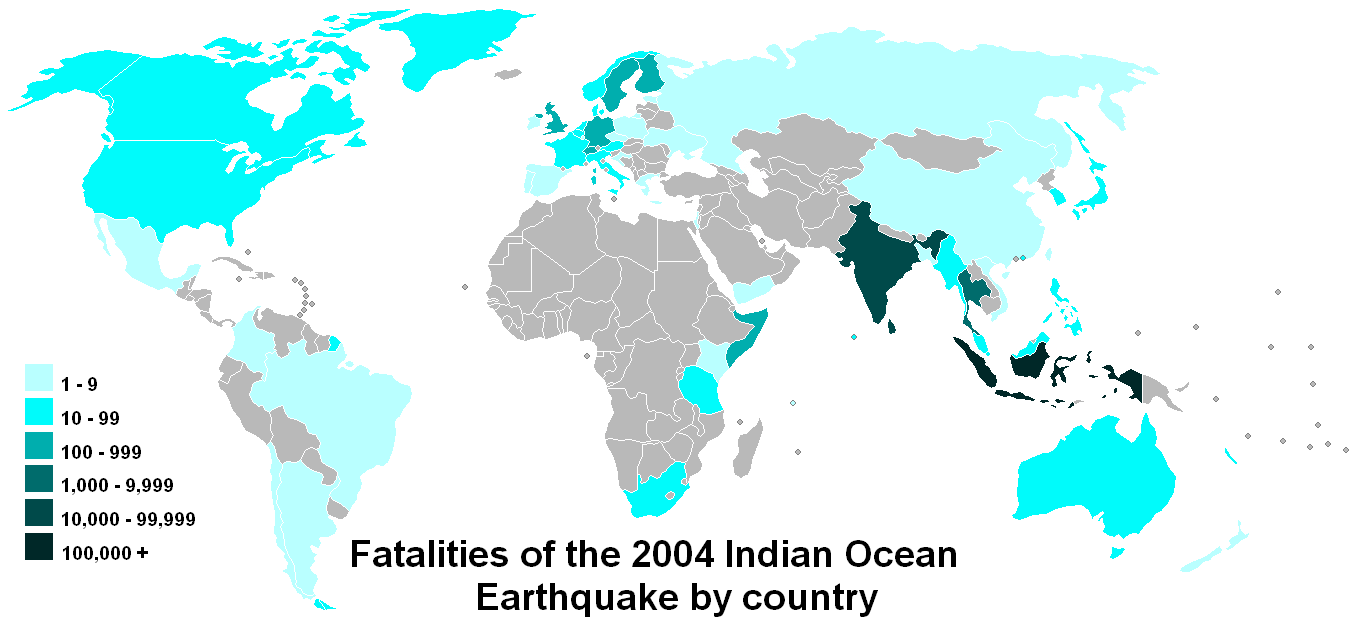
Una escala logarítmica hace que sea fácil comparar valores que cubren una amplia gama, como en este mapa que muestra el número de muertos, por nacionalidad, en el terremoto del océano Índico de 2004.

Una escala logarítmica es también una escala gráfica en uno o ambos lados de una gráfica donde x es un número impreso a una distancia c · log (x) desde el punto marcado con el número 1. Una regla de cálculo tiene escalas logarítmicas y los nomogramas a menudo emplean escalas logarítmicas. En una escala logarítmica, una diferencia igual en orden de magnitud se representa por una distancia igual. La media geométrica de dos números está a medio camino entre los números.
El papel milimetrado logarítmico, antes del advenimiento de la informática gráfica, fue una herramienta científica básica. Las representaciones en papel con una escala semilogarítmica pueden mostrar las funciones exponenciales, como líneas rectas. Igual ocurre con las funciones potenciales en un papel con dos escalas logarítmicas. (véanse las gráficas semilogarítmica y logarítmica al comienzo del artículo).
Cuando es necesario representar una serie de valores y el rango que abarcan es grande, una escala logarítmica puede proporcionar un medio de visualización de los datos que permite que se puedan determinar los valores a partir de la gráfica. La escala logarítmica se representa con distancias proporcionales a los logaritmos de los valores que se representan. Por ejemplo, en la figura superior, en ambas gráficas, se han representado los valores: 2, 5, 20, 60, 320, 780, 1500, 4900.

## Gráficas logarítmica y semilogarítmica. Ecuaciones de las líneas
Las escalas logarítmica y semilogarítmica se utilizan preferentemente para representar dos tipos de funciones (para mayor facilidad, se utilizan logaritmos naturales cuya base es el «número e»):
{\displaystyle y\ =\ e^{ax}}       Función exponencial
{\displaystyle y\ =\ x^{b}}         Función potencial

### Representando una función exponencial
En el primer caso, gráfica izquierda, vemos el trazado de la función {\displaystyle y\ =\ e^{0,5\cdot x}} usando una escala lineal (y frente a x). En una escala semilogarítmica, gráfica central, se obtiene una línea recta, igual que en el tercer caso, gráfica derecha, en el que se representa ln y frente a x, usando escalas lineales, {\displaystyle \ln \ y\ =0,5\cdot x}.
| y = e0,5·x (lin-lin) | y = e0,5·x (lin-log)                                        | Ln y = Ln e0,5·x = 0,5·x (log-log) |
| --- | ----------------------------------------------------------- | ---------------------------------- |
| |                                                             |                                    |
| Escalas lineales en ambos ejes | Semilogarítmica: eje X lineal; eje Y con escala logarítmica | Ambos ejes logarítmicos            |
| Los puntos representados tienen valores de x igual a -6; -5,5; -5; -4,5;… 0; …; 4,5; 5: 5,5; 6 |                                                             |                                    |
| Representar Ln y vs x usando un eje vertical con escala lineal (derecha) es equivalente a representar y vs x usando un eje vertical con escala logarítmica (centro). En ambos casos, la escala del eje horizontal es lineal y por ello la gráfica central es una representación semilogarítmica o lin-log. |                                                             |                                    |

Es decir, al trazar una función exponencial {\displaystyle y\ =\ e^{ax}} en una escala semilogarítmica (equivalente a representar ln y frente a x en ejes con escalas lineales) se obtiene: {\displaystyle \ln \ y\ =\ a\cdot x}, que es una línea recta.

### Representando una función potencial
Ahora vemos el trazado de la función {\displaystyle y\ =\ x^{4}} usando diferentes posibilidades. En la gráfica izquierda se emplean escalas lineales (y frente a x). En una escala logarítmica, gráfica central, se obtiene una línea recta, igual que en el tercer caso, gráfica derecha, en el que se representa ln y frente a ln x, usando escalas lineales, {\displaystyle \ln \ y\ =4\cdot Ln\ x}.
| y = x4 (lin-lin) | y = x4 (log-log) | Ln y = 4·Ln x (log-log) |
| --- | ---------------- | ----------------------- |
| |                  |                         |
| Escalas lineales | Logarítmica      | Lineales                |
| Los puntos representados tienen valores de x igual a 0; 0,2; 0,4; 0,6; …; 4,2; 4,4: 4,6; 4,8.                                                                               |                  |                         |
| Representar ln y vs ln x en ejes con escala lineal (derecha) es equivalente a representar y vs x en representación logarítmica (ambos ejes con escala logarítmica; centro). |                  |                         |

O sea, al trazar la función potencial y=xb en una escala logarítmica para ambos ejes (y frente a x; gráfica central) se obtiene una línea recta semejante a la que se obtiene al representar log y frente a log x en ejes con escala lineal (gráfica derecha) pues {\displaystyle \log \ y\ =\ b\cdot \log \ x} tiene la ecuación de una línea recta.

## Unidades de información
- bit [log 2]
- byte 8[log 2] = [log 256]
- nat [log e]
- ban [log 10]

## Unidades de la fuerza relativa de una señal
- bel [log 10]
- decibelios 0,1 [log 10]
- Neper [log e]

## Escala
- Orden de magnitud
- Década

## Aplicaciones
- Octava
- pH
- Escala de Richter